# الظاهر (حبيش)

تعديل مصدري - تعديل

الظاهر هي إحدى قرى عزلة الناحية بمديرية حبيش التابعة لمحافظة إب، بلغ تعداد سكانها 488 نسمة حسب تعداد اليمن لعام 2004.